# Eufriesea rugosa
Eufriesea rugosa är en biart som först beskrevs av Heinrich Friese 1899.  Eufriesea rugosa ingår i släktet Eufriesea, tribus orkidébin, och familjen långtungebin. Inga underarter finns listade.